# Rouchi
Le rouchi ou rouchy est une variété locale du picard en usage dans la région de Valenciennes. Gabriel Hécart explique ainsi l'origine du mot rouchi ou rochi : « Quant à l'orthographe rochi, elle est conséquente avec la prononciation valenciennoise, où l'on dit drochi, origine du mot ; ce n'est qu'à la campagne qu'on prononce drouchi, qui signifie en cet endroit, d'où par aphérèse on a fait rouchi, et cette prononciation a prévalu. » Rouchi, c'est donc, dans la région de Valenciennes, « le parler d'ici ».
Il existe des documents anciens écrits dans cette variété dialectale au Moyen Âge : les Serventois et sottes chansons (XIIIe siècle), la Chronique de Flandres (XIVe siècle) mais l'œuvre vedette, de valeur mondiale, est le Mirouer des simples ames anienties et qui seulement demourent en vouloir et desir d’amour (Miroir des âmes simples et anéanties) de Marguerite Porête (années 1290).

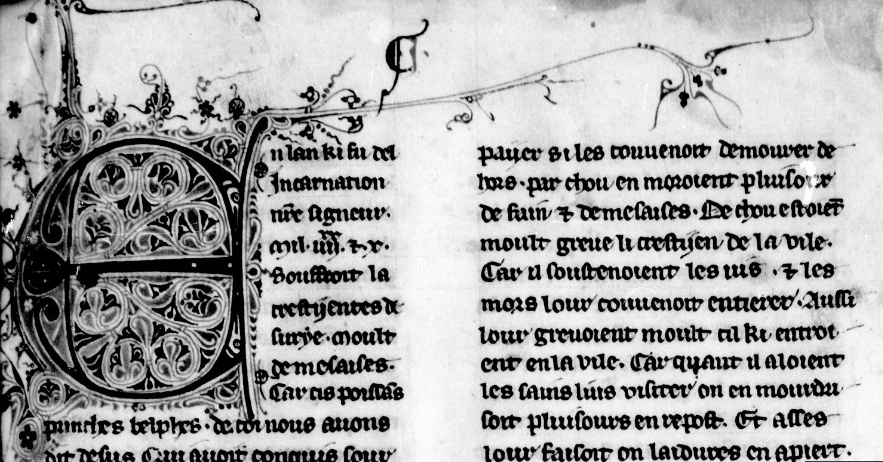
Extrait de la "Chronique universelle de Baudoin d'Avesnes" en rouchi.
En l'an ki fu de l'Incarnation Nostre Signeur...
BNF, ms. français 2633, f. 7v, XIIIe siècle.